# Sigrid Koetse
Sigrid Koetse (Haarlem, 6 september 1935 – Laren, 9 februari 2025) was een Nederlandse actrice.

## Loopbaan
Koetse volgde de Hogereburgerschool (HBS), alwaar ze al op schooltoneel zat. Haar vader wilde dat ze verder ging leren, maar Koetse wist het al; ze wilde actrice worden. Ze ging vanuit Haarlem met de Blauwe Tram tot aan de halte Rozengracht om te studeren aan de Toneelschool aan de Marnixstraat 150. Ze was klasgenoot van Ramses Shaffy, haar latere interviewer Marjan Berk zat twee klassen lager. Zij studeerde in 1955 als beste van haar klas af. Op 8 oktober van dat jaar debuteerde ze bij de Nederlandse Comedie als Amparo in Mariana Pinedo, een toneelstuk van de Spaanse schrijver Federico García Lorca, en won daarmee de Top Naeffprijs (een vervanging voor de term cum laude). Leider van de Schouwburg Johan M. Bendien herkende vrijwel direct haar talent; ze moest daar spelen, hetgeen ze de eerste drie jaar ook deed.  Vervolgens trok ze naar de Haagsche Comedie; een leuke uitdaging leek het haar, maar de traditionelere omgangsvormen stonden haar tegen. Met latere echtgenoot Jan Retèl stapte ze het Zuidelijk Toneel dat behalve in Eindhoven actief was, ook vaak speelde in het De la Mar Theater, Kleine Komedie en de genoemde Stadsschouwburg. 
Koetse speelde jarenlang in de toneelgroep de Nederlandse Comedie en later voor het Publiekstheater en Toneelgroep Amsterdam. In 1988 kreeg ze een Theo d'Or voor haar rol in Bakeliet. In 1997 speelde ze in de Nederlandse versie van het theaterstuk Master Class van Terrence McNally de rol van Maria Callas. In 2006 speelde ze voor een korte periode in Goede tijden, slechte tijden. Ze speelde 2 seizoenen lang in de komedie Bergen Binnen.
Toen zij met pensioen ging, schreef Gerardjan Rijnders speciaal voor haar de monoloog Bernhard, geïnspireerd op het werk van de Oostenrijkse schrijver Thomas Bernhard waarin ze haar talent kon laten zien. Na haar pensioen bleef ze als freelance actrice actief.

## Persoonlijk
Ze is een dochter van opticien Wytze Koetse (1907-1990) en de uit Finland afkomstige Anita Maria Sörensen (1905-1990). Op 2 juni 1960 huwde ze in Haarlem met acteur-regisseur Jan Retèl (1918-1984). Ze kregen twee dochters, onder wie actrice Sjoera Retèl.
Koetse overleed op 9 februari 2025 op 89-jarige leeftijd. Ze woonde in het Rosa Spier Huis.

## Onderscheidingen
In 1996 werd Sigrid Koetse benoemd tot ridder in de Orde van Oranje-Nassau wegens haar 40-jarige carrière binnen het Nederlandse toneel.

## Televisiewerk

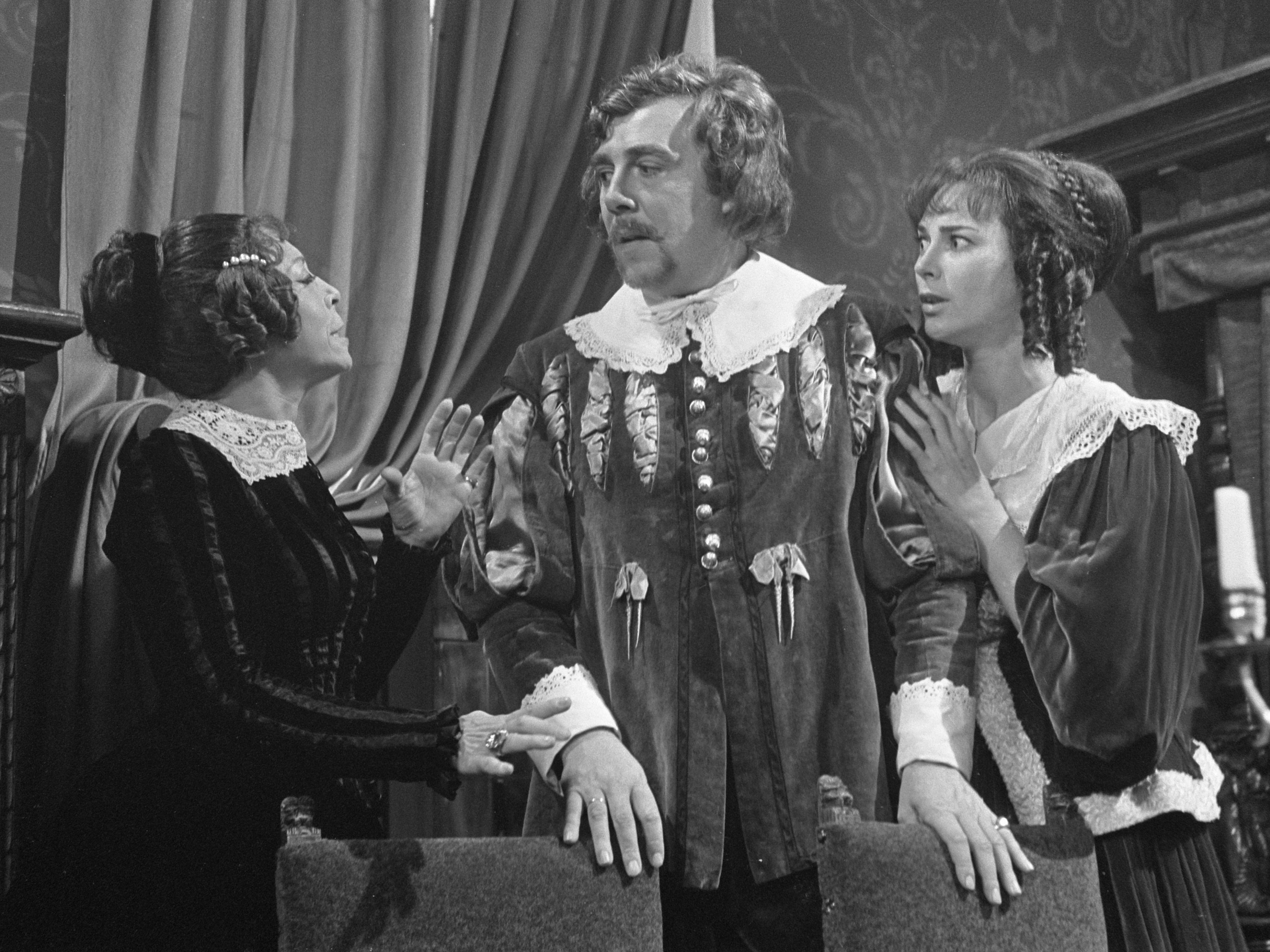
Koetse (rechts) in Ritmeester Buat (1960) met Caro van Eyck en Coen Flink

- De hond van de tuinman – met Ramses Shaffy (1960)
- Die Tintenfische – afl.Rauschgiftjagd (1968)
- Ritmeester Buat – Elisabeth Musch (1968)
- Rouw past Electra (1980)
- De Fabriek (1981) – Mevrouw Campers (1982)
- De Appelgaard (1985-1986) – Charlotte van Langevelt (1985-1986)
- Moordspel (1987) Flitsend en Fataal, Mabel de Ruijter
- Flodder (1999) – Tante Agaath (Sleutelfiguur, opgenomen in 1997)
- Baantjer (1995-2006) – Maria Spijkers (De Cock en het lijk in de kast, 2002)
- Mevrouw de minister – Bohnen (2002)
- Oppassen!!! (1991-2003), Charlotte van Havelte (Afl. Prins op het witte paard, 2003)
- Bergen Binnen (2003-2004) – Charlotte van Heemskerk (2003-2004)
- Goede tijden, slechte tijden (1990-) – Augusta van Houten (2005-2006)

## Films

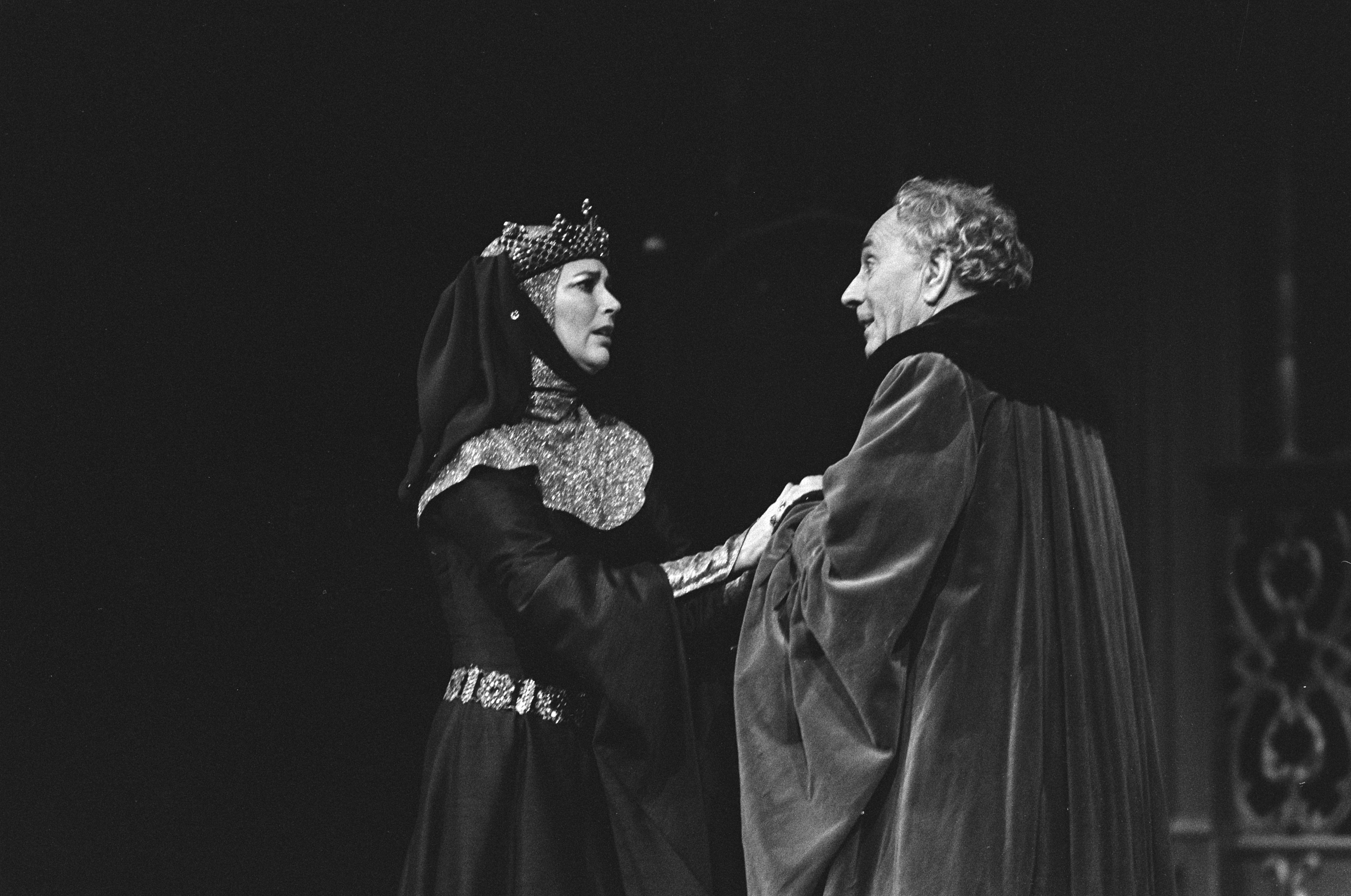
Koetse als Badeloch met Johan Schmitz als Gijsbrecht in de Gijsbrecht van Aemstel (1981)

- Gijsbrecht van Aemstel – Rey van Amsterdamse Maeghden (1957)
- Minna von Barnhelm of soldatengeluk – Minna von Barnhelm (1957)
- Claudia – Julia (1959)
- De hond van de tuinman – Gravin Diane de Belflor (1960)
- Claudia en David – Julia (1960)
- Dienst op Golgotha – Maria Magdalena (1961)
- Mijn zusje en ik
- De stilte der zee (1962)
- De grote veroveraar (1962)
- Fanfarella- Fanfarella (1962)
- De avond valt (1962)
- Een florentijns treurspel – Bianca (1965)
- Yerma – Yerma (1966)
- De onderkruiper (1966)
- Colombe (1967)
- Electra – Electra (1967)
- Een mooie lange avond – de vrouw (1967)
- Lucifer – Rafaël (1981)
- Rituelen – Tante Therese (1989)
- Leedvermaak – Duifje (1989)
- Los zand – (1989)
- Werther Nieland – (1991)
- Duinzicht boven – (1999)
- Qui vive – Duifje (2001)
- Happy End – Duifje (2009)
- Tante Iki (2021)

## Theater
- La Paloma (2015); daar speelt zij samen met Ingeborg Elzevier en Kitty Courbois.
- Masterclass (1997); zij speelt Maria Callas in het toneelstuk van Terence McNally met Arnold Bezuyen (Tenor) en de sopranen Eveline Karssen en Esthelle Linssen.